# Brats on the Beat
Brats on the Beat: Ramones for Kids è una compilation del 2006 di cover dei grandi classici della band punk Ramones. 
L'album è stato creato per offrire agli adulti un modo alternativo per introdurre i propri bambini all'ascolto della musica, in particolare di quella punk, attraverso delle rivisitazioni in chiave "soft" dei classici dei Ramones, ma che comunque possono risultare gradevoli anche a un pubblico adulto.

## Tracce[1]
1. Blitzkrieg Bop – 2:02 (Jim Lindberg dei Pennywise)
2. Rock 'n' Roll High School – 2:12 (Matt Skiba degli Alkaline Trio)
3. California Sun – 2:00 (Brett Anderson dei Donnas)
4. Do You Remember Rock 'n' Roll Radio? – 3:41 (Greg Attonito dei Bouncing Souls)
5. Suzy is a Headbanger – 2:11 (Nick Oliveri dei Mondo Generator e dei Queens of the Stone Age)
6. Rockaway Beach – 2:11 (Blag Dahlia con i Dwarves)
7. I Just Want to Have Something to Do – 2:39 (Emily Wynne Hughes delle Go Betty Go)
8. Spider-Man – 2:09 (Ash Guff)
9. We Want the Airwaves – 3:23 (Spooney dei Gabba Gabba Heys)
10. Sheena Is a Punk Rocker – 2:51 (Josie Cotton)
11. Cretin Hop – 2:01 (Tony Cadena degli Adolescents)
12. Bop `Til You Drop – 2:14 (Jack Grisham dei T.S.O.L.)